# Городское поселение Белоозёрский
Городско́е поселе́ние Белоозёрский — упразднённое муниципальное образование в Воскресенском муниципальном районе Московской области.
Административным центром был пгт (с 2019 года — город) Белоозёрский.

## История
Образовано в ходе муниципальной реформы, в соответствии с Законом Московской области от 29.12.2004 года № 199/2004-ОЗ «О статусе и границах Воскресенского муниципального района и вновь образованных в его составе муниципальных образований».
4 мая 2019 года Воскресенский муниципальный район был упразднён, а все входившие в него городские и сельские поселения объединены в новое единое муниципальное образование — городской округ Воскресенск.

## География
Расположено в северо-западной части Воскресенского района. Граничит с городским поселением им. Цюрупы, сельскими поселениями Ашитковским и Фединским, сельскими поселениями Рыболовским, Кузнецовским и Новохаритоновским Раменского района, сельским поселением Соболевским Орехово-Зуевского района. Площадь территории городского поселения составляет 17 292 га.

## Население
| 2006    | 2007    | 2008    | 2009    | 2010    | 2011    | 2012    |
| ------- | ------- | ------- | ------- | ------- | ------- | ------- |
| 20 125  | ↗20 217 | ↘18 050 | ↗20 396 | ↗20 537 | ↗20 676 | →20 676 |
| 2013    | 2014    | 2015    | 2016    | 2017    | 2018    | 2019    |
| ↗20 776 | ↗20 888 | ↗21 018 | ↗21 154 | ↗21 218 | ↗21 508 | ↘21 490 |

## Состав городского поселения
В состав городского поселения входят город Белоозёрский и 6 населённых пунктов упразднённой административно-территориальной единицы — Михалёвского сельского округа:
| № | Населённый пункт | Тип населённого пункта        | Население |
| - | ---------------- | ----------------------------- | --------- |
| 1 | Белое Озеро      | деревня                       | ↘285      |
| 2 | Белоозёрский     | город, административный центр | ↘13 455   |
| 3 | Ворщиково        | деревня                       | ↗165      |
| 4 | Ивановка         | деревня                       | ↘188      |
| 5 | Михалево         | село                          | ↗464      |
| 6 | Цибино           | деревня                       | ↗1306     |
| 7 | Юрасово          | село                          | ↘287      |

## Власть
Глава городского поселения — Евсеев Владимир Сергеевич.
Число депутатов в представительном органе городского поселения Белоозёрский определено в соответствии с законом Московской области от 30 марта 2005 г. № 96/2005-ОЗ «Об обеспечении реализации отдельных положений Федерального закона „Об общих принципах организации местного самоуправления в Российской Федерации“» и составляет 15 человек.

## Символика

### Флаг
Утверждён решением Совета депутатов муниципального образования «городское поселение Белоозёрский» Воскресенского района Московской области от 28 июня 2007 года № 219/27, внесён в Государственный геральдический регистр Российской Федерации под № 3471
Описание:
Флаг представляет собой синее полотнище с отношением ширины к длине 2:3, несущее вдоль нижнего края белую полосу с верхним краем, изогнутым в виде остроконечных волн, габаритной шириной в 2/11 ширины полотнища и посередине синей части белую крылатую стрелу из герба поселения.

### Герб
Утверждён решением Совета депутатов муниципального образования «городское поселение Белоозёрский» Воскресенского района Московской области от 28 июня 2007 года № 217/27, внесён в Государственный геральдический регистр Российской Федерации под № 3470
Описание:
В лазоревом поле крылатая стрела в столб над выщербленной узкой оконечностью, все фигуры серебряные.